# Edward Dillon
Pour les articles homonymes, voir Dillon et Edward Dillon (homonymie).
Edward Dillon est un acteur, réalisateur et scénariste américain, né le 1er janvier 1879 à New York (État de New York), mort le 11 juillet 1933 à Hollywood (Californie) d'une crise cardiaque. Il a joué dans 337 films, essentiellement des courts-métrages, et en a réalisé 136. Il a aussi écrit 14 scénarios.

## Biographie
Il est le frère de l'acteur John T. Dillon.

## Filmographie partielle

### Comme acteur
- 1908 : The Fight for Freedom de D. W. Griffith et Wallace McCutcheon Jr.
- 1908 : The Tavern Keeper's Daughter de D. W. Griffith
- 1908 : La Vipère noire (The Black Viper) de D. W. Griffith
- 1908 : Where the Breakers Roar de D. W. Griffith
- 1908 : Enoch Arden (After Many Years) de D. W. Griffith
- 1908 : The Feud and the Turkey de D. W. Griffith
- 1908 : The Reckoning de D. W. Griffith
- 1909 : The Welcome Burglar de D. W. Griffith
- 1909 : The Brahma Diamond de D. W. Griffith
- 1909 : The Salvation Army Lass de D. W. Griffith
- 1910 : In the Border States (en)
- 1911 : What Shall We Do with Our Old? (en)
- 1911 : Caught with the Goods de Mack Sennett
- 1911 : La Télégraphiste de Lonedale (The Lonedale Operator)   de D. W. Griffith
- 1912 : Blind Love  de D. W. Griffith
- 1912 : The Informer de D. W. Griffith
- 1912 : Through Dumb Luck de Dell Henderson
- 1912 : For His Son de D. W. Griffith
- 1912 : La Sirène (The Water nymph) de Mack Sennett
- 1913 : Love in an Apartment Hotel (en)
- 1913 : Broken Ways (en)
- 1913 : Red Hicks Defies the World (en)
- 1913 : The Mothering Heart de D. W. Griffith
- 1913 : An Indian's Loyalty de Christy Cabanne
- 1914 : Fatty coureur de dot (en)
- 1914 : Those Happy Days (en)
- 1914 : Lovers' Post Office (en)
- 1914 : An Incompetent Hero (en)
- 1914 : Fatty's Jonah Day (en)
- 1914 : Fatty's Wine Party (en)
- 1914 : Fatty chez les peaux rouges
- 1915 : Don Quixote de lui-même
- 1916 : Intolérance (Intolerance: Love's Struggle Throughout the Ages) de D. W. Griffith
- 1930 : Pension de famille (Caught Short) de Charles Reisner
- 1931 : L'Homme de fer (Iron Man) de Tod Browning

### Comme réalisateur
- 1914 : L'Alarme des pompiers (The Alarm) (non crédité)
- 1915 : Don Quixote
- 1916 : L'Héritage de Gaufrette (en) (The Heiress at Coffee Dan's)
- 1916 : Bédélia femme du monde (Bedelia's Bluff)
- 1916 : A Rough Knight
- 1916 : The Lady Drummer
- 1916 : Laundry Liz
- 1916 : The French Milliner
- 1916 : Poor Papa
- 1917 : The Antics of Ann
- 1919 : Détective malgré lui (Help! Help! Police!)
- 1919 : Jamais battu (en) (Never Say Quit)
- 1920 : On demande un mari (The Frisky Mrs. Johnson)
- 1921 : Le Bandeau de Cupidon (A Heart to Let)
- 1921 : Les Périls de l'ignorance (Sheltered Daughters)
- 1926 : Le Gagnant du Derby (en) (Bred in Old Kentucky)
- 1926 : The Danger Girl